# Eugène Ryter
Eugène Ryter (La Chaux-de-Fonds, 23 de març de 1890 – Neuchâtel, 8 de març de 1973) fou un aixecador suís que va competir a començaments del segle xx.
El 1920 va prendre part en els Jocs Olímpics d'Anvers, on disputà la prova del pes ploma, per a aixecadors amb un pes inferior a 60 kg, del programa d'halterofília. En ella guanyà la medalla de bronze amb un pes total de 210,0 kg alçats.